# A Chave para a Teosofia

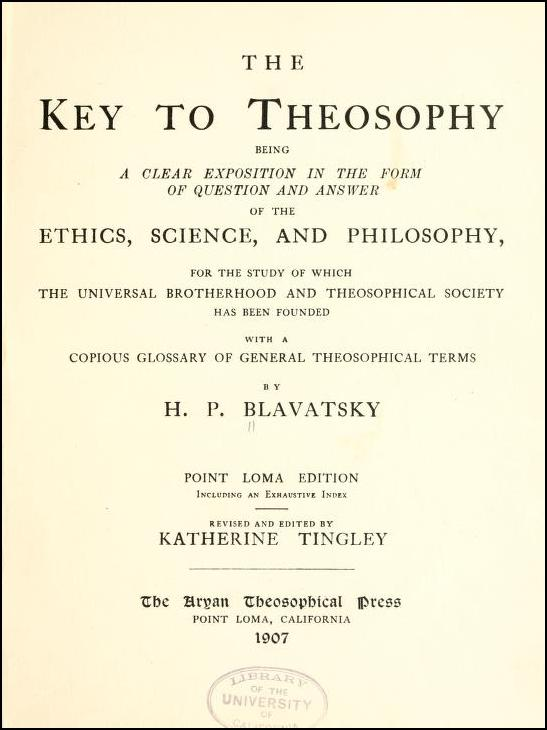

A Chave para a Teosofia (título original: The Key to Theosophy) é um livro escrito por Helena Petrovna Blavatsky como uma síntese do que havia revelado até então nas suas obras anteriores. Foi lançado em 1889 na Inglaterra.
Usando o formato de perguntas e respostas, o livro trata de assuntos pertinentes à Teosofia. É explicado o funcionamento da Sociedade Teosófica, a visão teosófica de Deus, do karma, da alma, da morte, da reencarnação, da evolução espiritual e dos fenômenos espiritualistas (muito em voga na época); a constituição do universo e do homem segundo sete princípios; quem são os Mahatmas e o que é a Teosofia prática, ou iniciação ao ocultismo.